# Медонт (сын Кодра)
Медонт (сын Кодра, др.-греч. Μέδων «властитель») — персонаж древнегреческой мифологии, сын Кодра. Его называют либо царем, либо архонтом. После смерти Кодра его сыновья Медонт и Нелей подняли распрю из-за власти, так как Медонт был хром на одну ногу. Пифия дала царство Медонту. Первый архонт в Афинах.
В его правление афиняне, но в основном ионяне, основали колонии в Ионии. На 13 году архонтства Медонта был основан Милет. Пророчество о хромоте упоминается позднее в связи с Агесилаем.